# Illacme tobini
Illacme tobini es una especie de miriápodo diplópodo de la familia Siphonophoridae. Es un milpiés descubierto en 2016, en una cueva del parque nacional Sequoia, en California.  Tiene 414 patas y 200 glándulas de veneno.